# Кукель, Мариан Влодзимеж
Мариан Влодзимеж Ку́кель (пол. Marian Włodzimierz Kukiel) (15 мая 1885 Домброва-Тарновска, Галиция — 15 августа 1973 Маблдон, Англия) — генерал дивизии Войска Польского, военный историк, общественный деятель, политик, Рыцарь Командор Почтеннейшего ордена Бани.
Псевдоним: Марек Конколь (пол. Marek Kąkol).

## Биография
Мариан Влодзимеж Кукель родился 15 мая 1885 в городе Домброва-Тарновска, Галиция. Отец — ветеран Восстания 1863—1864 года, административный чиновник, общественный деятель Адольф Юзеф Кукель (пол. Adolf Józef Kukiel). Мать — Елена Срочыньска (пол. Helena Sroczyńska), дочь Мариана Антония (пол. Marian Antoni Sroczyński), участника Краковского Восстания 1846 года, члена Национального Комитета Галиции.
Учился в гимназии в Тарнове, был членом нелегального социалистического кружка, организованного Карлом Радеком. В 1903 окончил гимназию и начал обучение в Университете Франца Иосифа во Львове. С гимназических лет вовлечен в революционную и освободительную деятельность. Деятель львовской Организации Лучистых (пол. Organizacja Promienistych) и Организации Непрощенных.
В конце 1905 был арестован и посажен в тюрьму в Пётркуве-Трыбунальском. В 1908 во Львове совместно с Мечиславом Дабковским, Владиславом Сикорским, Казимежом Соснковским и Юзефом Пилсудским основал Союз активной борьбы, а в 1910 — Союз стрелков. В это же время учился и занимался научной деятельностью. В 1909 получил учёную степень доктора на факультете Философии Университета Франциска Юзефа во Львове. В годы Первой мировой войны служил в 1-й бригаде Польских легионов и Польских Вооружённых Сил. В 1917 закончил Военный курс офицеров Генерального штаба.
31 августа 1917 стал первым комендантом Школы подхорунжих в Оструве-Мазовецкой. На этой должности начал службу в Войске Польском.
В войне советско-польской командовал 51-м пехотным полком, а затем XXIV бригадой пехоты.
В конце сентября 1920 принял должность заместителя шефа отдела III Министерства военных дел. Ему подчинялись сперва Историко-оперативная секция, после Историко-оперативный отдел, которые организовывали, контролировали и отвечали за направление исследовательских работ. 1 января 1923 назначен шефом Войскового исторического бюро Генерального штаба, причём одновременно с этим — в январе 1923 — по собственной просьбе был направлен на курсы для высшего командного состава при Высшей Военной Школе. После чего принял должность командующего 13-й Пехотной Дивизией, расположенной в Ровно. 27 января 1925 вернулся на должность шефа Войскового исторического бюро и продолжал руководить его делами до майского переворота 1926 года.
В сентябре 1926 отстранён от службы, а с 31 января 1930 — в отставке.
Стал осадником в колонии Орле Гняздо №16 (Молоткув, гмина Бялозурка, Кременецкий повет).
Занимался научной деятельностью в Ягеллонском университете (профессор военной истории), где 25 июня 1927 защитил докторскую диссертацию. В 1930 стал директором Музея Чарторыйских в Кракове. Принадлежал к Варшавскому научному обществу (1923 — действительный член) и Польской Академии искусств (1932 — член-корреспондент, 1937 — действительный член).
В августе 1939 вызвался добровольцем в армию, однако служебного назначения не получил. После начала Второй мировой войны в ходе Сентябрьской кампании принимал участие в обороне Львова. Осенью 1939 перебрался во Францию, где в октябре был назначен генералом Сикорским на должность заместителя Министра военных дел. Состоит в этой должности до 26 июля 1940. После эвакуации Войска Польского в Великобританию исполняет обязанности командира Польских лагерей и отделов в Шотландии, переименованных 28 сентября 1940 в 1-й Польский корпус. Командовал 1-м Польским корпусом. 24 сентября 1942 стал Министром народной обороны. На этой должности нёс службу до 1949. 16 апреля 1943, получив сообщение германского правительства о расследовании факта расстрелов польских офицеров в Катыни, издал коммюнике об этих событиях в адрес Международного Красного Креста, в котором прозвучало: «Мы привыкли ко лжи германской пропаганды и понимаем цель ее недавних откровений. Но ввиду детальной информации, данной немцами… возникла необходимость, чтобы обнаруженные общие могилы были подвергнуты обследованию и факт подтвержден соответствующим международным органом, таким, как орган Красного Креста». Это коммюнике стало основной причиной разрыва отношений между польским правительством в изгнании и правительством СССР.
После загадочной гибели в авиакатастрофе Владислава Сикорского исполнял его обязанности главнокомандующего войск правительства Польши в изгнании.
По окончании войны остался в эмиграции. Один из основателей Исторического института им. генерала Сикорского, стал его директором. В 1946 создал политический журнал «Ведомости». С 1965 — председатель правления Института Польского и Музея им. Сикорского. Инициатор и один из основателей Польского научного общества на чужбине, Польского университета на чужбине и Польского исторического общества, президентом которого становится в 1970.
Скончался 15 августа 1973 в больнице Мэйблдона, куда был доставлен после ранения, полученного в дорожно-транспортном происшествии.
Был похоронен на римо-католическом кладбище Св. Марии в Кенсал-Грин в Лондоне рядом с женой Станиславой.

### Звания
- капитан — октябрь 1915
- майор — 1 октября 1918
- полковник — май 1919
- генерал бригады — 1 июля 1923
- генерал дивизии — 3 мая 1940

### Награды
- Серебряный крест ордена «За воинскую доблесть»
- Командорский крест ордена Возрождения Польши
- Крест Храбрых — четырёхкратно
- Золотой Крест «За заслуги» с Мечами

## Произведения
- Bitwa warszawska, Warszawa: Polski Instytut Wydawniczy 2005 (пол.)
- Dzieje oręża polskiego w epoce napoleońskiej 1795—1815, Poznań: Zdzisław Rzepecki i Ska 1912 (пол.)
- Dzieje polityczne Europy od rewolucji francuskiej 1789—1921, Londyn : Puls 1992 (пол.)
- Dzieje Polski porozbiorowe, Londyn : Puls 1993 (пол.)
- Generał Sikorski : żołnierz i mąż stanu Polski walczącej, Szczecin : Suplement 1981 (пол.)
- Książę Adam, Warszawa 1993. (пол.)
- Od Wielkiej Rewolucji do wojny światowej, Poznań: Kurpisz 1999 (пол.)
- Sprawa katyńska, «Więź» 1989 nr 6 (пол.)
- Maciejowice, Kraków 1929 (пол.)
- Moja wojaczka na Ukrainie, wiosna 1920 : dziennik oficera Sztabu Generalnego, Warszawa : Wojskowy Instytut Historyczny, 1995; Pruszków : «Ajaks», 1995 ISBN 83-85621-74-1 (пол.)
- Wojna 1812 roku, Poznań : Kurpisz 1999 (пол.)
- Wojny Napoleońskie, Warszawa: Kurpisz 1927 (пол.)
- Zarys historii wojskowości w Polsce, : Kurpisz, Poznań 2006 (пол.)

### В русском переводе
- Коммуна 71 года : Краткая история восстания парижских рабочих в 1871 г. // Марек Конколь [псевд.]. — СПб.: Луч, 1906 — 32 с. [несколько переизданий в 1918—1921 гг.]

## Галерея

1915
1918
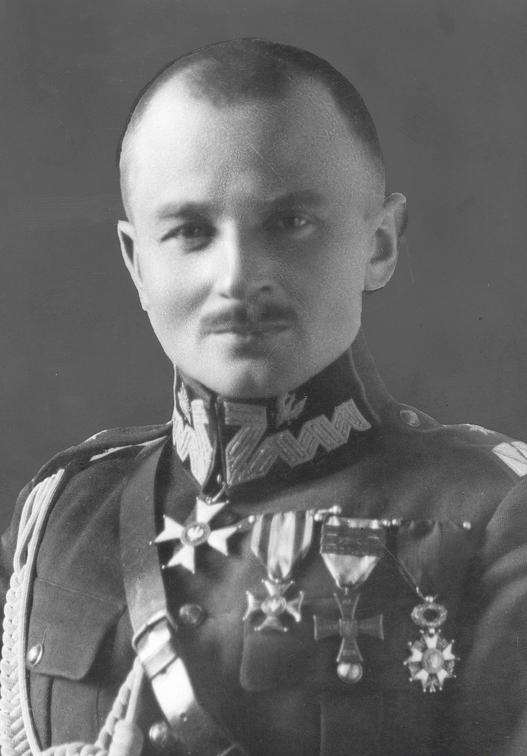
1925—1926